# Vocoid
Ein Vocoid (auch: Vokoid) ist ein reibungsarmer, vokalischer, nicht-konsonantischer Laut. Kenneth Pike unterscheidet in seiner Terminologie zwischen contoiden und vocoiden Sprachlauten, um reibungsarme Phoneme wie [⁠j⁠] und [⁠w⁠] von den übrigen Konsonanten zu trennen und mit den Vokalen zusammenzufassen. Während diese jedoch syllabische Laute bilden, sind [j] und [w] nicht-syllabische Laute.